# Bieringen (Jagst)
Bieringen is een plaats in de Duitse gemeente Schöntal, deelstaat Baden-Württemberg, en telt 1240 inwoners.

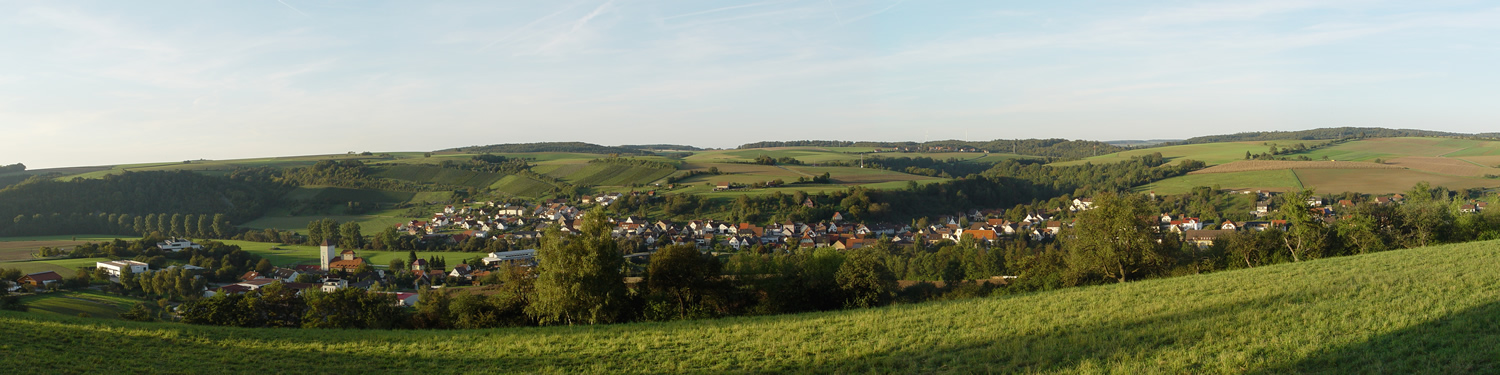
Panorama